# Aufwachraum

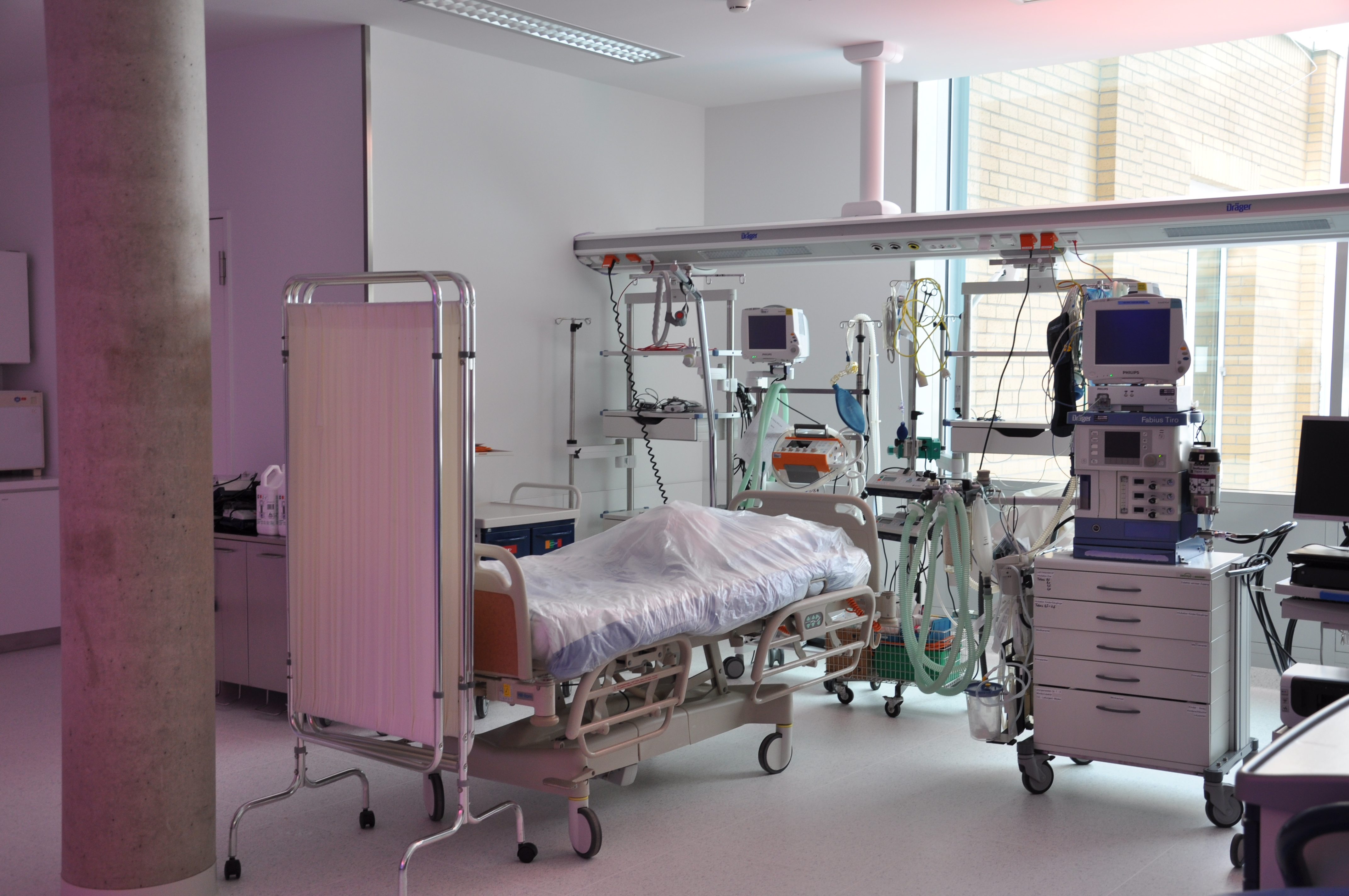
Aufwachraum im Krankenhaus St. Elisabeth (Ravensburg) (2013)

Als Aufwachraum („AWR“, engl. Recovery room) oder Aufwacheinheit („AWE“, engl. Post Anaesthesia Care Unit, PACU) bezeichnet man in der Medizin einen Bereich, in dem Patienten, die eine Narkose, Sedierung oder Regionalanästhesie erhalten haben, solange überwacht werden, bis ihre Vitalfunktionen (Atmung, Bewusstsein, Blutkreislauf) als stabil bewertet sind.
Einen Aufwachraum findet man dementsprechend in Krankenhäusern oder Arztpraxen, in denen für Operationen oder diagnostische Maßnahmen Patienten narkotisiert oder sediert werden. Er ist dann aus praktischen Gründen (kurze Wege) zumeist in unmittelbarer Nähe des Operationssaales oder Eingriffsraumes eingerichtet.
Ein erster, mit drei Betten ausgestatteter, Aufwachraum bestand 1923 am Johns Hopkins Hospital für neurochirurgische Patienten.
Ein Aufwachraum muss mit entsprechenden Überwachungs- und Therapiegeräten, wie beispielsweise einem Defibrillator ausgestattet sein und wird durch eine oder mehrere Gesundheits- und Krankenpfleger, teilweise mit einer entsprechenden Fachweiterbildung (Anästhesie-Pflegekräfte) besetzt. Ein Anästhesist ist ebenfalls anwesend oder in ständiger Rufbereitschaft, um bei Komplikationen sofort helfen zu können.
Die Überwachung bezieht sich hierbei vor allem auf die Kreislaufparameter (Blutdruck, Puls), die Atmung und die Ausscheidungen (Urin, Stuhl, Drainagesysteme).
Ein zentraler Punkt ist die postoperative Schmerztherapie. Hierfür stehen verschiedene Analgetika zur Verfügung. Die durch Schmerzbekämpfung und Folgen der Narkose vorkommenden Symptome postoperative Übelkeit und Erbrechen werden im Aufwachraum ebenso durch entsprechende Medikamente (Antiemetika) behandelt  wie das postoperative Zittern.